# Elecciones de la Asamblea Constitucional de Montenegro de 1905
El 27 de noviembre de 1905 se celebraron en Montenegro elecciones a la Asamblea Nacional. Fueron las primeras elecciones de la historia del país, y se convocaron para elegir una Asamblea Nacional que aprobaría una constitución.

## Antecedentes
|                                             |                                           |
| Božo Petrović-Njegoš, antes primer ministro | Lazar Mijušković, primer ministro elegido |

El príncipe Nicolás había publicado un manifiesto el 5 de noviembre de 1905 en el que anunciaba la creación de una asamblea representativa con elecciones libres. Se eligió a un miembro de cada uno de los 56 distritos militares del país, y a otros cuatro miembros de Cetiña, Nikšić, Podgorica y Ulcinj.

## Resutado
El 19 de diciembre de 1905 se inauguró en Cetiña el nuevo Parlamento de Montenegro, donde se proclamó una primera constitución liberal que convertía al Principado de Montenegro en una monarquía constitucional.
El gobierno fue nombrado por el príncipe y estaba compuesto por seis ministros y tres diputados eclesiásticos en representación de la Iglesia Ortodoxa, la Iglesia Católica y los musulmanes. Al año siguiente se celebraron elecciones al primer Parlamento.